# Plymouth Barracuda
1959 elején kezdtek el játszani a Bubble-back formával. Ez a forma megtetszett a Plymouth tervezőinek és felhasználták az új autómodell kialakításában. A három nagy ráébredt a '60-as évek elején, hogy egyre jobban áramlanak be a külföldi autók, és ez ellen tenni kell valamit, vagy elveszítik a piaci részesedésüket ezen a területen. Addigra már 10% részesedést értek el a külföldi autó eladások. Elsőként a Nash lépett és indította el a kompakt kategóriájú autóit. Aztán a többiek is követték, Ford Falcon, Chevrolet Corvair, és a Chryslertől a Plymouth Valiant. A Valiant alapjaiból lett a Barracuda.
Az első 1964-es autó április 1-jén jelent meg. A formája eléggé érdekes volt, többek szerint viccesen nézett ki. Ez az a forma, amit az emberek szeretnek vagy utálnak, de érzelem nélkül nem lehet róla beszélni. A tervezők bíztak a vevőkben, akik meg is hálálták az új, egyedi formát. Az autó A-body-s Mopar platform-ra építve jelent meg a piacon és csak 1970-től lett E-body, de ne rohanjunk ennyire előre és inkább lássuk a történetet.

## 1964-1966 első verzió, az egyéniség
A Chrysler szeretett volna lépni és elsőként a piacra kerülni, és már 1962-ben elkezdték az új generációs autó tervezését, amit egyszerűen a Plymouth Valiant alapjaira építették. Megváltoztatták a homlokfalát és a hátsó kialakítását és osztott első üléseket kapott. Az igazi gondot a hatalmas üvegfelület jelentette, mivel ennek meg kellett oldani a szellőzését.
A motorválaszték soros 6 hengeres és V8 motorokból állt. A vevők három illetve opcióként négysebességes kézi, ill. háromsebességes automata váltó közül választhattak. A motorok aránylag kis méretűek voltak a többi autó motorjaihoz képest, így nem is meglepő, hogy a vásárlók 90% V8-as motorral rendelte meg kis kedvencét. A formát sokan megszerették, hisz vették az autót, ezt bizonyítja, hogy 7 hónap alatt 23.443 db-ot adtak el belőle. Ez az autó is a Pony Car kategóriában futott, ráadásul 2 héttel korábban jelent meg, mint nagy konkurense a Ford Mustang. A hirdetésben is így beszéltek az autóról:"Ha 2500 USD alatti FastBack autóról álmodoznak 5 kényelmes hellyel és fürgeséggel, akkor a Barracuda-t kell megnézni. Érdekesség, hogy a szűk csomagtér a hátsó üléssor előre hajtásával hatalmas méretűvé alakítható (2.134 mm). Így akár a teljes hátsó üveg felületig telerámolható volt az autó." A következő évben megjelent Commando név alatt egy erősebb motorral szerelt gép, hogy kielégítse a teljesítményre vágyó piaci keresletet és hogy lépést tudjon tartani a Mustanggal. 1966-ban elhagyták a halas emblémát és egészen 1970-ig nem használták újra.

## 1967-1969 második forma, az igazi erőmű
Ebben az évben megújult az autó. Megtartották a FastBack stílust, de elhagyták a hatalmas hátsó ablakot és a B oszlopot (HardTop kupés lett). Két új karosszériaforma is megjelent az autóhoz, a kétajtós NotchBack coupe és a Convertible.
Detroit az 1964-es Pontiac Tempest, LeMans, GTO után belekezdett, vagy inkább belekényszerült a versenybe. Elindult a "könnyű autóba tegyünk nagy motort" projekt, és a soros 6 hengeres blokk ebbe már nem fért bele, ezért a V8-asok sorát erősítették.
1969-ben a tervezők álma megvalósult, és az autóba beépíthették a 440-es motort. Ez volt a legnagyobb széria Pony Car. Igen, "nagy testvére" a Road Runner szintén ekkor 1969-ben kapta meg, és csak a csúcsmodellnek számító GTX volt az az autó, amely már 1967-es megjelenése óta belépő motorként szerepeltette ezt a blokkot. Mondhatnánk, hogy végre eljutott a pony-kba is, ha a később évek visszhangjai nem pont ez ellen szóltak volna a rengeteg baleset miatt. Az egyik gond, hogy a hely hiány és a súly csökkentés miatt az autót dobfékekkel szerelték. A másik, hogy a hatalmas motor miatt nem volt hely semminek, így a kormányszervó elhelyezésére sem. A súly 57% az első tengelyre nehezedett. Ebből adódóan kis sebességnél nehéz volt vele manőverezni. A könnyű hátsórész, és nagy motor miatt a 440-eket csak automatával szerelték. A cég véleménye szerint a lámpánál való indulásnál nem jó, ha az autó oldalról beköszön a mellette állónak és az automatával van esély a finom indulásra is.

## 1970-1974 a legismertebb kivitel
Ismét alakítottak az autón, de ezúttal teljes áttervezés volt. Megkapta az E-body-s platformot testvérével a Dodge Challenger-rel együtt. Igaz, elvileg testvér autók, de ennek ellenére a Plymouth verzió keréktávolsága 5 cm-rel kisebb volt, mint a Dodge-é. Ránézésre is látszott rajta a Pony Car-ok jellemzője, a nagy motorháztető és rövid közép, és hátsó rész. Az előző változathoz képest kicsit rövidebb és alacsonyabb lett az autó és ami fontosabb szélesebb is 127 mm-el. Ezáltal szinte négyzet alaprajza lett az autónak és szemből nézve rátapadt az útra. Kétféle formában HardTop coupe és Convertible lehetett megvenni.
Az 1970-es évtől gyártott típusok két néven is futott. A neveknél a meghatározó a motor mérete volt. A 318-nál nagyobb motorral szerelt gépeket hívták 'Cuda-nak és a többiek voltak a Barracuda-k. A jó megkülönböztethetőség kedvéért a Barracuda-ák sima motorháztetőt kaptak a 'Cuda-k pedig 2 Scoop-ost. Az autót 9-féle motorral, a sor6 225 cui-tól a V8-as Hemi-ig és kétféle váltóval kézi 4 sebességes és 3 sebességes TorqueFlite váltóval volt választható. A nagy motorok alapban a 727-es automata váltóval voltak szerelve, de opcióként lehetett a négysebességes kézit kérni és hozzá DANA 60-as hidat. A Hemiket alapban 15"-os 60-as magasságú gumikkal szerelték.
Az 1970-es évben összesen 14 darab Hemi Cuda Convertible készült, amiből 9 darab automata váltóval és 5 darab négysebességes kézivel került a szerencsés vevők házához.
Kuriózumként készítettek 1970-ben egy AAR sorozatot is. Érdekessége, hogy a tervezők a normál Cuda modellt nem érezték elég gyorsnak, ezért ebben a sorozatban könnyítették az autót (üvegszálas motorháztető...). Érdekesség, hogy az első szériában gyártott autó, ahol a gyár a hátsó tengelyre szélesebb kerekeket tett, mint amik az elsőn voltak. Természetesen megkapta a hátsó spoilert is. 1973-ban a lökhárítóra felkerültek a fekete ütközők.
Pontosan 10 évvel a gyártás megkezdése után 1974. április 1-jén hagyták abba a típus készítését.

## Cuda napjainkban
2004-ben a Detroit Autorama-n bemutattak egy autót. Az autó neve Blowfish Barracuda. Egy magyar származású mérnök, Szilágyi Jim munkája alapján elkészült 4 hengeres Midget motor P5 Hemi hengerfejjel készült. A gépet természetesen teljesen átépítették, az igényeiknek megfelelően és a motor 950 LE teljesítményre volt képes. 2006. augusztus 7-én 255,7 mph-el ment, és a Coupe/Sedan F osztályban új rekordot állított fel.

## Az autók és motorok műszaki adatai a megjelenési éveik szerint
- 1964
  - S6 170 cui (2,8 l) 1-bbl 101 bhp @ 4400 rpm, 155 lb-ft @ 2400 rpm (alapmotor)
  - S6 225 cui (3,7 l) 1-bbl 145 bhp @ 4000 rpm, 215 lb-ft @ 2400 rpm (felár: $47)
  - V8 273 cui (4,5 l) 2-bbl 180 bhp @ 4200 rpm, 260 lb-ft @ 1600 rpm (alapmotor), 0-60 mph: 12,9 sec, 1/4 mile: 17,8 sec @ 72 mph (aut)
  - V8 273 cui (4,5 l) 4-bbl 235 bhp @ 5200 rpm, 280 lb-ft @ 4000 rpm

Eladott mennyiség: 23.443 db (Alapár: S6 - $2365, V8 - $2496)
- 1965
  - S6 225 cui (3,7 l) 1-bbl 145 bhp @ 4000 rpm, 215 lb-ft @ 2400 rpm (alapmotor)
  - V8 273 cui (4,5 l) 2-bbl 180 bhp @ 4200 rpm, 260 lb-ft @ 1600 rpm (alapmotor)
  - V8 273 cui (4,5 l) 4-bbl 235 bhp @ 5200 rpm, 280 lb-ft @ 4000 rpm (felár: $230), 0-60 mph: 10,3 sec, 1/4 mile: 17,7 sec @ 79 mph (aut)
  - V8 273 cui (4,5 l) 4-bbl 235 bhp @ 5200 rpm, 280 lb-ft @ 4000 rpm (felár: $230), 0-60 mph: 8,0 sec, 1/4 mile: 16,1 sec @ 87 mph (man)

Eladott mennyiség: 64.596 db (Alapár: S6 - $2453, V8 - $2535)
- 1966
  - S6 225 cui (3,7 l) 1-bbl 145 bhp @ 4000 rpm, 215 lb-ft @ 2400 rpm (alapmotor)
  - V8 273 cui (4,5 l) 2-bbl 180 bhp @ 4200 rpm, 260 lb-ft @ 1600 rpm (alapmotor)
  - V8 273 cui (4,5 l) 4-bbl 235 bhp @ 5200 rpm, 280 lb-ft @ 4000 rpm (felár: $97), 0-60 mph: 9,1 sec, 1/4 mile: 17,6 sec @ 81 mph

Eladott mennyiség: 38.029 db (Alapár: S6 - $2556, V8 - $2637)
- 1967
  - S6 225 cui (3,7 l) 1-bbl 145 bhp @ 4000 rpm, 215 lb-ft @ 2400 rpm (alapmotor)
  - V8 273 cui (4,5 l) 2-bbl 180 bhp @ 4200 rpm, 260 lb-ft @ 1600 rpm (alapmotor)
  - V8 273 cui (4,5 l) 4-bbl 235 bhp @ 5200 rpm, 280 lb-ft @ 4000 rpm
  - V8 383 cui (6,3 l) 4-bbl 280 bhp

Eladott mennyiség: 62.534 db (2-dr Hardtop Coupe - 28.196 db, 2-dr Fastback - 30.110 db, 2-dr Convertible - 4.228 db)
- 1968
  - S6 225 cui (3,7 l) 1-bbl 145 bhp @ 4000 rpm, 215 lb-ft @ 2400 rpm (alapmotor)
  - V8 318 cui (5,2 l) 2-bbl 230 bhp @ 4400 rpm, 340 lb-ft @ 2400 rpm (alapmotor)
  - V8 340 cui (5,6 l) 4-bbl 275 bhp @ 5000 rpm, 340 lb-ft @ 3200 rpm
  - V8 383 cui (6,3 l) 4-bbl 300 bhp @ 4400 rpm, 400 lb-ft @ 2400 rpm (felár: $251), 0-60 mph: 7,5 sec, 1/4 mile: 15 sec

Eladott mennyiség: 45.412 db (2-dr Hardtop Coupe - 19.997 db, 2-dr Fastback - 22.575 db, 2-dr Convertible - 2.840 db)
- 1969
  - V8 340 cui (5,6 l) 4-bbl 275 bhp @ 5000 rpm, 340 lb-ft @ 3200 rpm
  - V8 383 cui (6,3 l) 4-bbl 330 bhp @ 5000 rpm, 425 lb-ft @ 3200 rpm, 1/4 mile: 15,5 sec @ 92 mph
  - V8 440 cui (7,2 l) 4-bbl 375 bhp @ 4600 rpm, 480 lb-ft @ 3200 rpm, 0-60 mph: 5,6 sec
  - V8 440 cui (7,2 l) 3x2-bbl Six Pack 390 bhp @ 4700 rpm, 490 lb-ft @ 3200 rpm, 0-60 mph: 5,6 sec, 1/4 mile: 14,01 sec @ 104 mph

Eladott mennyiség: 31.987 db (2-dr Hardtop Coupe - 12.757 db, 2-dr Fastback - 17.788 db, 2-dr Convertible - 1.442 db)
- 1970
  - S6 225 cui (3,7 l) 1-bbl 145 bhp @ 4000 rpm, 215 lb-ft @ 2400 rpm (motorkód: C) (alapmotor)
  - V8 318 cui (5,2 l) 2-bbl 230 bhp @ 4400 rpm, 320 lb-ft @ 2000 rpm (G) (alapmotor)
  - V8 340 cui (5,6 l) 4-bbl 275 bhp @ 5000 rpm, 340 lb-ft @ 3200 rpm (H)
  - V8 340 cui (5,6 l) 3x2-bbl AAR Six Pack 290 bhp @ 5000 rpm, 345 lb-ft @ 3400 rpm (J)
  - V8 383 cui (6,3 l) 2-bbl 290 bhp @ 4400 rpm, 390 lb-ft @ 2800 rpm (L) (felár: $70)
  - V8 383 cui (6,3 l) 4-bbl 335 bhp @ 5200 rpm, 425 lb-ft @ 3400 rpm (N) (felár: $138)
  - V8 426 cui (7,0 l) 2x4-bbl Hemi 425 bhp @ 5000 rpm, 490 lb-ft @ 4000 rpm (R) (felár: $871), 0-60 mph: 5.6 sec, 1/4 mile: 13.41 sec @ 104.6 mph
  - V8 440 cui (7,2 l) 4-bbl 375 bhp @ 4600 rpm, 480 lb-ft @ 3200 rpm (U)
  - V8 440 cui (7,2 l) 3x2-bbl Six Pack 390 bhp @ 4700 rpm, 490 lb-ft @ 3200 rpm (V) (felár: $250)

Eladott mennyiség: 55.499 db (Hardtop Coupe (S6: $2764, V8: $2865) - 25.651 db, Gran Coupe (S6: $2934, V8: $3035) - 8.183 db, 'Cuda Coupe ($3164) - 18.880 db, Convertible (S6: $3034, V8: $3135) - 1.554 db, Gran Convertible (S6: $3160, V8: $3260) - 596 db, 'Cuda Convertible ($3433) - 635 db) (ebből Hemi: 666 db)
- 1971
  - S6 198 cui (3,2 l) 1-bbl 125 bhp @ 4000 rpm (B) (alapmotor)
  - S6 225 cui (3,7 l) 1-bbl 145 bhp @ 4000 rpm, 215 lb-ft @ 2400 rpm (C) (felár: $39)
  - V8 318 cui (5,2 l) 2-bbl 230 bhp @ 4400 rpm, 320 lb-ft @ 2000 rpm (G) (alapmotor)
  - V8 340 cui (5,6 l) 4-bbl 275 bhp @ 5000 rpm, 340 lb-ft @ 3200 rpm (H) (felár: $44)
  - V8 383 cui (6,3 l) 2-bbl 275 bhp (L) (felár: $71)
  - V8 383 cui (6,3 l) 4-bbl 300 bhp @ 4400 rpm, 400 lb-ft @ 2400 rpm (N) (felár: $140)
  - V8 426 cui (7,0 l) 2x4-bbl Hemi 425 bhp @ 5000 rpm, 490 lb-ft @ 4000 rpm (R) (felár: $884)
  - V8 440 cui (7,2 l) 3x2-bbl Six Pack 385 bhp @ 4600 rpm, 480 lb-ft @ 2300 rpm (U)

Eladott mennyiség: 18.690 db (Hardtop Coupe - 9.459 db, Gran Coupe - 1.615 db, 'Cuda Coupe - 6.228 db, Convertible - 1.014 db, 'Cuda Convertible - 374 db) (ebből Hemi: 114 db)
- 1972
  - S6 225 cui (3,7 l) 1-bbl 100 bhp (SAE Net) (C) (alapmotor)
  - V8 318 cui (5,2 l) 2-bbl 150 bhp (SAE Net) (G) (alapmotor)
  - V8 340 cui (5,6 l) 4-bbl 240 bhp (SAE Net) (H) (felár: Hardtop - $277, 'Cuda - $210) 0–96 km/h 8.5 sec, 1/4 mile 16 sec

Eladott mennyiség: 18.450 db (Hardtop Coupe (S6: $2710, V8: $2808) - 10.622 db, 'Cuda Coupe ($2953) - 7.828 db)
- 1973
  - V8 318 cui (5,2 l) 2-bbl 150 bhp (SAE Net) (G) (alapmotor)
  - V8 340 cui (5,6 l) 4-bbl 240 bhp (SAE Net) (H) (felár: Hardtop - $90, 'Cuda - $85)
  - V8 360 cui (5,9 l) 4-bbl 245 bhp (SAE Net) (J)

Eladott mennyiség: 22.213 db (Hardtop Coupe ($2935) - 11.587 db, 'Cuda Coupe ($3120) - 10.626 db)
- 1974
  - V8 318 cui (5,2 l) 2-bbl 150 bhp (SAE Net) (G) (alapmotor)
  - V8 360 cui (5,9 l) 4-bbl 245 bhp (SAE Net) (J) (felár: Hardtop - $259, 'Cuda - $189)

Eladott mennyiség: 11.734 db (Hardtop Coupe ($3067) - 6.745 db, 'Cuda Coupe ($3252) - 4.989 db)